# آرت بیش
؛ زادهٔ ۱۰ نوامبر ۱۹۲۶ در میزا، آریزونا، درگذشتهٔ ۶ ژوئیهٔ ۱۹۵۸ در آتلانتا، جورجیا) رانندهٔ مسابقات اتومبیل‌رانی فرمول یک اهل ایالات متحده آمریکا بود که در فصل ۱۹۵۸ در مجموع در یک گراند پری شرکت کرد، اما موفق به کسب هیچ امتیازی نشد.
بیش در ۶ ژوئیه ۱۹۵۸ بر اثر جراحات وارده در تصادف رانندگی در آتلانتا، جورجیا درگذشت.
آرت بیش یک مسابقه‌ دهنده آمریکایی بود که از همکاری Indy 500 / F1 بهره می‌برد. حرفه او در می 1958 شروع شد. در اولین دور ایندیاناپولیس 500 در تصادف مرگبار پت اوکانر درگیر شد، بنابراین برای شرکت در اولین مسابقه خود منصرف شد. چند روز بعد، او اولین پیروزی خود را در ChampCar در میلواکی به دست آورد، اما چند روز بعد، قربانی تصادف در Lakewood Speedway شد و در همان تصادف درگذشت.